# Insingen
Insingen è un comune tedesco di 1 135 abitanti, situato nel land della Baviera.